# ポートスキャン
ポートスキャンとは、コンピュータネットワークにおいて、対象のコンピュータの複数のポートに対して接続要求を行い、要求に対する応答を確認することにより、利用可能なポートを探すこと。

## 概要
ポートスキャンを行うことにより、コンピュータやルータの管理者は、対象のポートに接続できるかどうかを確認することができる。例えば、Webサーバの管理者であれば、ポート80で通信が可能であることを確かめる必要がある。また、管理者が意図していないのに接続できるポートが存在する場合は、セキュリティ上の危険性があるため対処が必要となる場合がある。
有名なポートスキャナーにはnmapがある。

## ポートスキャンとセキュリティ
ポートスキャンは、クラッキングにおいては、標的で動作しているサービスを確認し、標的の脆弱性を発見するために用いられる基礎的な手法であり、他者が管理するコンピュータに対して、みだりにポートスキャンを行うことは、攻撃の準備行為と見なされる場合がある。
攻撃者は、ポートスキャンによって、攻撃可能なポートを探索する。例として、Windows 95のNetBIOS Session Serviceが使用しているポート139は、特定の文字列を送信するとOSがフリーズする脆弱性が存在する。この問題は修正プログラムを適用することにより解消されるが、攻撃者は、ポート139が開放されているコンピュータに対して、この攻撃を試行することにより、修正プログラムが適用されていないコンピュータを停止させることができる可能性がある。
OSの脆弱性以外に、各社が提供しているソフトウェア（インターネットラジオのプレーヤーやインスタントメッセンジャークライアント等）に脆弱性が存在する場合もある。多くの攻撃者は、これら既知の脆弱性とポート番号を組み合わせたデータベースを参照しており、ポートスキャンを行うことにより、対象に対して有効な可能性がある攻撃手法を絞り込んで試行することができる。